# Cefazolin
Cefazolin ist ein halbsynthetisches Antibiotikum aus der Klasse der Cephalosporine der ersten Generation.

## Indikation
Cefazolin wird hauptsächlich bei bakteriellen Infektionen der Haut angewendet. Auch bei mittelschweren bakteriellen Infektionen der Lunge (Lungenentzündung und Bronchitis), Knochen, Gelenke, Magen, Blut, Herzklappen und der Harnwege (Nierenbecken, Harnblase, Harnleiter, Vorsteherdrüse) kann es eingesetzt werden. Ein weiteres Einsatzgebiet ist die prophylaktische Gabe zur Vorbeugung gegen Infektionen bei Operationen, beispielsweise bei offener Herzchirurgie oder chirurgischen Eingriffen an Knochen und Gelenken.

## Wirkungsprinzip
Cefazolin hemmt den Aufbau der Zellwand von Bakterien. Dadurch wird der Erreger abgetötet. Allerdings ist Cefazolin nur gegen bestimmte Erreger wirksam wie beispielsweise gegen Staphylokokken, Escherichia coli und Streptococcus pneumoniae. Eine Reihe anderer Erreger, wie zum Beispiel Proteus vulgaris, Enterobacter cloacae, und andere Streptokokkenstämme, sind gegen Cefazolin weitgehend resistent.
Die Eliminationshalbwertszeit bei normaler Nierenfunktion liegt bei zwei Stunden.

## Verabreichung
Der Wirkstoff wird pharmazeutisch als Cefazolin-Natrium eingesetzt und intravenös oder intramuskulär injiziert.
Cefazolin-Natrium ist ein weißes bis fast weißes Pulver und sehr hygroskopisch. Es ist leicht löslich in Wasser und sehr schwer löslich in 96-prozentigem Ethanol. 1975 brachte Lilly das Cefazolin-Präparat Elzogram auf den Markt.

## Nebenwirkungen
Es werden Überempfindlichkeitsreaktionen und Beschwerden im Magen-Darm-Bereich (Durchfall, Erbrechen, Übelkeit) als mögliche Nebenwirkungen berichtet. Weitere unerwünschte Wirkungen sind allergische Reaktionen, Blutbildveränderungen, Nierenentzündung sowie bei hoher Dosierung Kopfschmerzen.

## Handelsnamen
Monopräparate
Basocef (D), Celidocin (D, Tiermedizin), Kefzol (A, CH), Servazolin (A), diverse Generika (D, A, CH)